# Jan Willem Berix
Jan Willem Berix, in het verzet Giel genoemd (Meers, 12 april 1907 - Bergen-Belsen, 13 maart 1945) was een Nederlandse verzetsstrijder tijdens de Tweede Wereldoorlog.
Berix doorliep het gymnasium en studeerde daarna eerst twee jaar filosofie aan het Rolduc-college te Kerkrade en vervolgens vier jaar theologie aan het Groot Seminarie te Roermond. Na zijn priesterwijding in 1933 werd hij dat jaar op 10 september aangesteld als kapelaan van de Sint Pancratiusparochie te Heerlen. Daar was hij verantwoordelijk voor het jeugdwerk en werd directeur van de jongens congregatie en ook de aalmoezenier van de Katholieke Verkennersgroep Sint Paulus. Ook was hij belast met de parochiale zorg voor de armen en hulpbehoevenden.

## Verzet

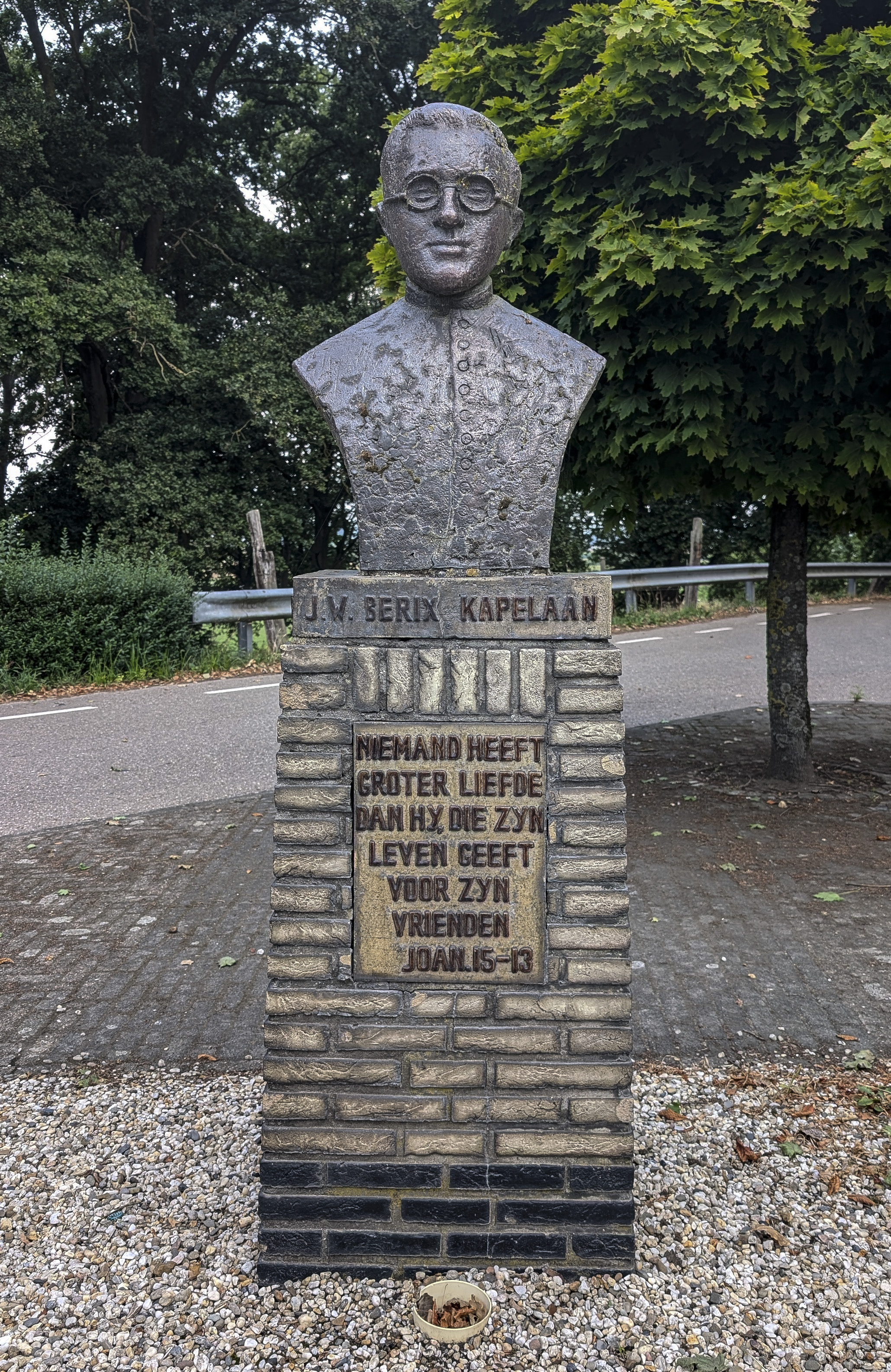
Monument voor Jan Willem Berix in Meers

Vanaf het begin van de bezetting was kapelaan Berix actief in het organiseren van verzet. In 1941 en 1942, nog voordat er in Heerlen sprake was van een overkoepelende verzetsstructuur, waren enkele groepen en individuen daar al actief om slachtoffers te helpen, vooral joden, maar ook communisten en linkse socialisten. Medio mei 1942 kwamen daar de beroepsofficieren bij die opnieuw in  krijgsgevangenschap moesten. Kapelaan Berix en de politieman De Koning hadden het op zich genomen om voor hen gastgezinnen te vinden. In het voorjaar van 1943 organiseerde hij met enkele artsen ook voorlichtingsbijeenkomsten voor jonge mannen over hoe zij een vrijstelling konden krijgen van dwangarbeid in Duitsland.

### Structurering
Met de toename van het aantal onderduikers werd de voeding het grote probleem. Een oplossing kwam pas in zicht toen zijn collega Nic Prompers hem in het voorjaar van 1943 vroeg om mee te werken aan de oprichting van een afdeling Heerlen van de Landelijke Organisatie voor Hulp aan Onderduikers (LO). Het zogeheten  District Mijnstreek  was geboren. Prompers kampte met een slechte gezondheid en werd bovendien benoemd tot zielzorger van het ziekenhuis. Daarom volgde Berix hem in september 1943 op als districtsleider. Hij organiseerde een hechte organisatie met rayonleiders die per dorp of wijk een duikhoofd aanstelden zodat er snel onderduikadressen gevonden konden worden en geld, bonkaarten en persoonsbewijzen geregeld en gedistribueerd konden worden. Zijn huis aan de Nobelstraat 23 werd een centraal punt van waaruit alles geregeld werd per telefoon en koerier.

## Arrestatie
Op 21 juni 1944 werd Berix, na onder Duitse pressie verkregen verraad van papierenvervalser Bob Jesse, tijdens een vergadering van de Limburgse LO-top in een klooster te Weert gearresteerd met zijn collega's Jan Hendrikx, Jac Naus, Guus Hermans, Jacques Knops, Sef Mulders en W.H.M. Jansen. Theo van Helvoort, J.A. Dijker en C. van Sambeek en Joe Russel wisten te ontsnappen. De sadistische verhoorspecialist Richard Nitsch had de overwerkte Jesse een Joodse moeder met haar kind voorgezet en gedreigd, in tegenwoordigheid van de moeder een voor een alle botten van het kind te breken, wanneer hij zou blijven zwijgen. 
Berix werd met zijn lotgenoten naar Kamp Vught gebracht waar hij tijdens de ondervragingen zwaar werd mishandeld. Op 6 september 1944 werd kapelaan Berix in een goederenwagon verplaatst naar het concentratiekamp Sachsenhausen bij Oranienburg (niet te verwarren met het concentratiekamp Oranienburg, dat al in 1934 weer werd gesloten). Daar werd hij in de Heinkel vliegtuigfabriek tewerkgesteld. Hij raakte besmet met dysenterie en werd naar de ziekenbarak gebracht. Hij herstelde in eerste instantie, maar keerde gebroken terug in het kamp. Uiteindelijk werd hij getransporteerd naar het concentratiekamp Bergen-Belsen waar hij een maand voor zijn 38ste verjaardag bezweek aan de ontberingen. Hij werd als districtsleider opgevolgd door Jan Keulen.

## Nagedachtenis

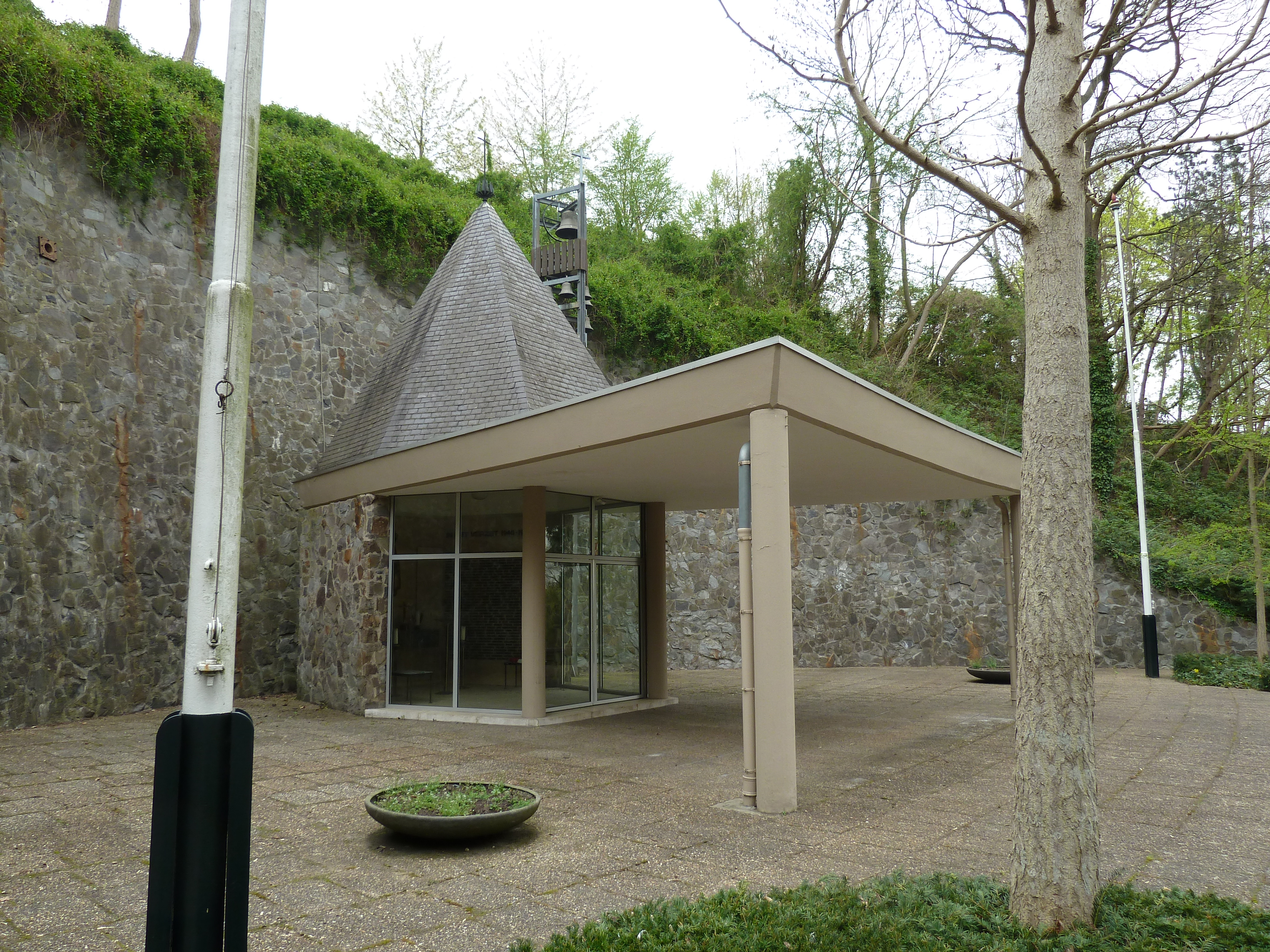
Valkenburg aan de Geul – Provinciaal Verzetsmonument op de Cauberg

- In de kapel van het Verzetsmonument van de provincie Limburg op de Cauberg staat zijn naam op de lijst van de gevallen verzetsstrijders.
- In Heerlen is een zijstraat van het Tempsplein naar hem vernoemd: de Kapelaan Berixstraat.
- Op 2 september 1956 is in zijn geboortedorp Meers aan de Kapelaan Berixstraat door burgemeester Corten een monument onthuld ter nagedachtenis aan kapelaan Berix. Het monument, een borstbeeld van Berix op een sokkel, is een ontwerp van Charles Vos. De oprichting was een initiatief van Oud-Stoottroepers. De tekst op het standbeeld luidt:

'Niemand heeft
groter liefde
dan hij die zijn
leven geeft
voor zijn
vrienden
Joan.15-13'
Op een gedenkplaat worden de namen van dertien oorlogsslachtoffers uit Stein vermeld.
- Na de oorlog besloot de groep Sint Paulus van de r.k. verkennerij te Heerlen, waar hij aalmoezenier van was geweest, tot naamsverandering. De groep heette voortaan "Kapelaan Berixgroep", sinds 1974 "Scouting Kapelaan Berix".